# Growing Stone

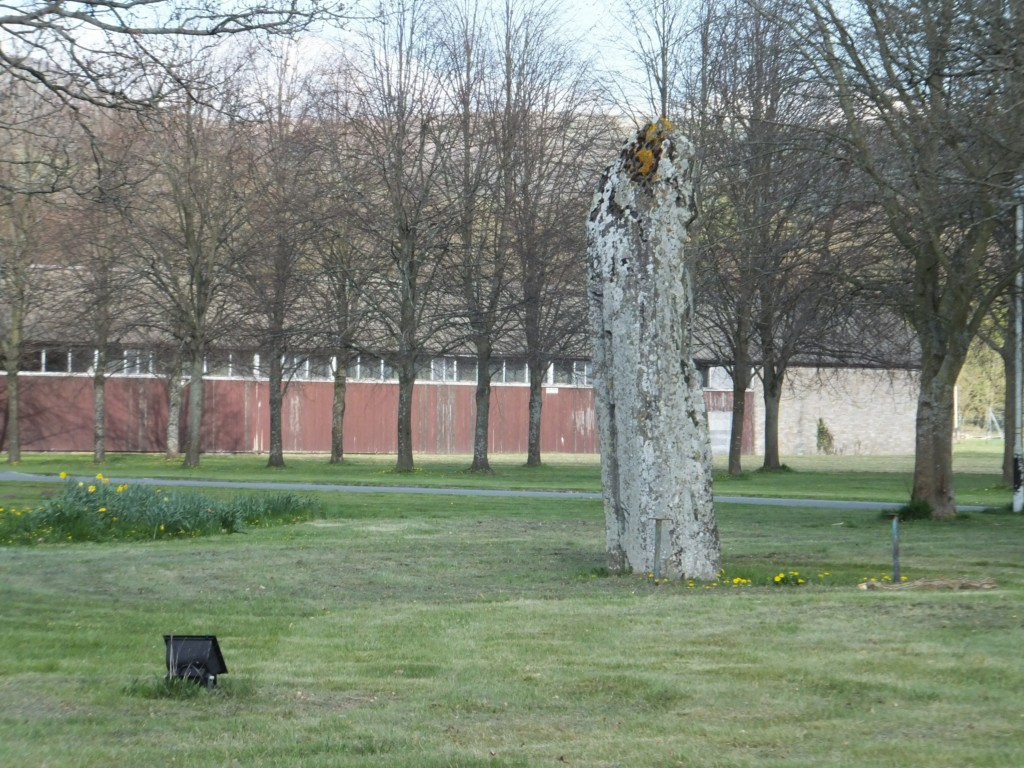
Growing Stone

Der Growing Stone (auch Cwrt-y-Gollen genannt) ist ein Menhir (walisisch Maen hir – englisch Standing stone) nordwestlich von Glangrwyney in Powys in Wales, der aus der Jungstein- oder Bronzezeit stammt. Er steht neben der A40 (Straße) von Abergavenny nach Crickhowell unweit der Megalithanlage von Gwernvale. Die Straße folgt dem Tal des River Usk mit den Black Mountains im Norden und dem östlichen Rand des Brecon-Beacons-Nationalparks. Während der Römerzeit wurde diese Strecke erneuert. 
Der abgebrochene Menhir aus rotem Sandstein ist etwa vier Meter hoch und hat einen Querschnitt von 70 × 120 cm. Er ist kürzer, aber in der Form ähnlich, dem Devil’s Arrow in Yorkshire. Er ist der größte Stein in einem Gebiet, das reich an ähnlichen Menhiren ist. 
Growing Stones (deutsch „wachsende Steine“) sind ein geologisches Phänomen. Die Steine in sphärischen Formen aus zementiertem Sand entstehen durch seismische Aktivitäten. Was sie einzigartig macht ist, dass sie nach schweren Regenfällen 6–8 mm wachsen.